# Engonal
L'engonal és la part del cos en què s'ajunta cada cuixa amb l'abdomen (per fora del pubis).